# Sehnsucht
Sehnsucht (pronúncia em alemão: [ˈzeːnˌzʊxt]) é um substantivo alemão traduzido como "anseio" ou "desejo", ou em um sentido mais amplo de um tipo de "falta intensa". No entanto, Sehnsucht é difícil de traduzir de forma adequada e descreve um estado emocional profundo. Seu significado é um pouco semelhante a palavra da língua portuguesa, Saudade. Sehnsucht é uma palavra composta, que surgiu de um anseio ardente ou desejo (das Sehnen) e dependência (die Sucht). No entanto, essas palavras não encapsulam adequadamente o significado completo de seu composto resultante, mesmo quando consideradas em conjunto.

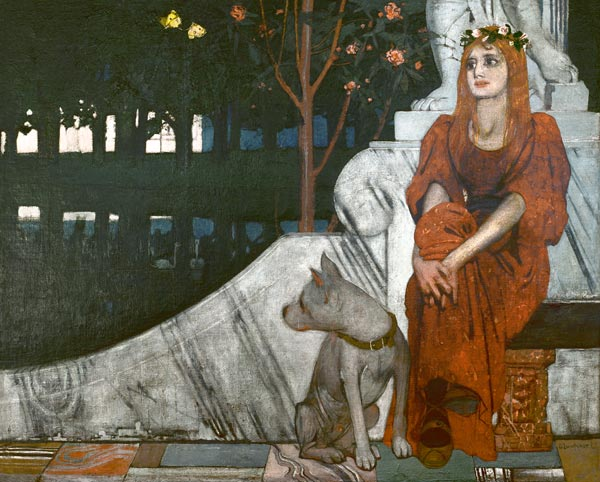
Sehnsucht de Oskar Zwintscher, c. 1900

Sehnsucht representa pensamentos e sentimentos sobre todas as facetas da vida que estão inacabadas ou imperfeitas, emparelhado com um anseio por experiências alternativas ideais. Tem sido referido como "anseios da vida"; ou a busca de um indivíduo para a felicidade ao lidar com a realidade de desejos inatingíveis. Tais sentimentos são geralmente profundos, e tendem a ser acompanhados por ambos os sentimentos positivos e negativos. Isso produz o que tem sido muitas vezes descrito como uma ocorrência emocional ambígua.
Às vezes, é sentida como uma saudade de um país distante, mas não de uma terra ou terreno em particular que podemos identificar. Além disso, há algo na experiência que sugere que este país distante é muito familiar e indicativo do que poderiam chamar de "casa". Nesse sentido, ele é um tipo de nostalgia, no sentido original da palavra. Em outros momentos, pode parecer como uma saudade de um alguém ou até mesmo uma coisa. Mas a maioria das pessoas que experimentam não são conscientes de que ou quem desejou o objeto poderá ser, e o desejo é de tal profundidade e intensidade que o assunto pode ser imediatamente apenas deixá-las cientes da emoção em si e não cientes de que há um algo ansiando por. A experiência é um de tal importância que a realidade ordinária pode parecer pálida em comparação, como as linhas de fechamento de Walt Whitman para "Canção do Universal".

## Etimologia e uso linguístico
Na língua alto-alemã média, a palavra Sehnsucht tem uma relação estreita com a "dor", como evidenciada pela "visão" das pessoas envolvidas neste estado de espírito. Mais tarde, no alívio de significado patológico, o termo descreve um alto grau de forte desejo e muitas vezes doloroso para alguma coisa, especialmente onde não há esperança para ela, ou quando essa conquista ainda está longe.
A palavra Sehnsucht é como um "Germanismo" utilizado em algumas outras línguas. Precisamente devido à sua imprecisão, é de fato difícil encontrar conceitos semelhantes a serem vinculados a este termo específico. Em português existe uma palavra semelhante, que é Saudade, mas não é idêntica ao conceito de Sehnsucht.

## Sehnsuchtna Mitologia
Na mitologia grega, Pothos é o deus de Sehnsucht, acompanhando Eros para encontrar Afrodite. A personificação dos sentimentos humanos, que, de acordo com uma explicação em termos psicológicos são representados pelos mitos, é bastante claro no mito dos andróginos, criaturas com características de ambos os sexos, que decorrem dos homens. Os seres andróginos são descritos como muito corajosos, porque ousaram invadir o Olimpo, mesmo conseguindo subjugar Zeus por um determinado período de tempo. Depois de Zeus conseguir afastá-los, embora não quisesse destruí-los, fez com os Gigantes, os dividissem em duas metades: uma macho e uma fêmea. Ele deu a Apolo a tarefa de curar os novos seres que nascem a partir de sua divisão, os homens que, após a separação perderam sua força. A partir daquele momento eles foram eternamente ligados pelo amor (Eros) e a forma leve de Sehnsucht (Pothos).

## Romantismo
Sehnsucht desempenha na era do Romantismo um papel importante. Além da literatura e filosofia, também se aplica à música. Entre outras emoções Sehnsucht pode ser entendido na música como um sentido fundamental do termo.
Os românticos viram na imprecisão de Sehnsucht uma metafísica compartida do seu próprio trabalho poético que era mais do que encontrar algo, mas também a busca de realização.
Em um ensaio sobre a música instrumental de Beethoven, E.T.A. Hoffmann a chamou de unendliche Sehnsucht (Saudade infinita), como a essência do Romantismo e descreve Beethoven como sendo um dos compositores "puramente românticos", porque sua música – em contraste com a de Mozart – eleva as sensações de medo, frio e horror.
Sehnsucht é um tema central na obra do poeta no final do Romantismo, Joseph von Eichendorff. Em muitos de seus poemas e prosas, a Sehnsucht está presente. Para Eichendorff, o homem é um viajante, viajando pelo mundo, pela sua casa eterna.

## Abordagem explicativa segundo Freud
No quinto capítulo de seu tratado Além do Princípio do Prazer (1920), Sigmund Freud descreve na teoria das pulsões que as pulsões são de natureza bastante conservadora. Isso significa que elas não apenas querem manter o estado existente, mas também tendem a levar a um retorno a um estado anterior: "Um impulso seria, portanto, um impulso inerente ao orgânico vivo para restaurar um estado anterior ...". No terceiro capítulo de seu ensaio O Inconsciente (1915), Freud explica a conexão entre pulsões e afetos, como sentimentos e sensações. Os instintos são, em sua opinião, nunca "objetos da consciência", mas só podem existir na imaginação. Mas eles aparecem através de afetos.
Se você olhar para a relação entre pulsões e sentimentos, surge o pensamento de que não apenas as pulsões são consideradas conservadoras, mas também os sentimentos resultantes delas têm um caráter mais conservador. Isso fica claro com o sentimento de saudade, que muitas vezes visa o vivido e o passado. Os afetados acham o estado em que se encontram agora mais difícil do que aquele pelo qual anseiam.

## Todessehnsucht

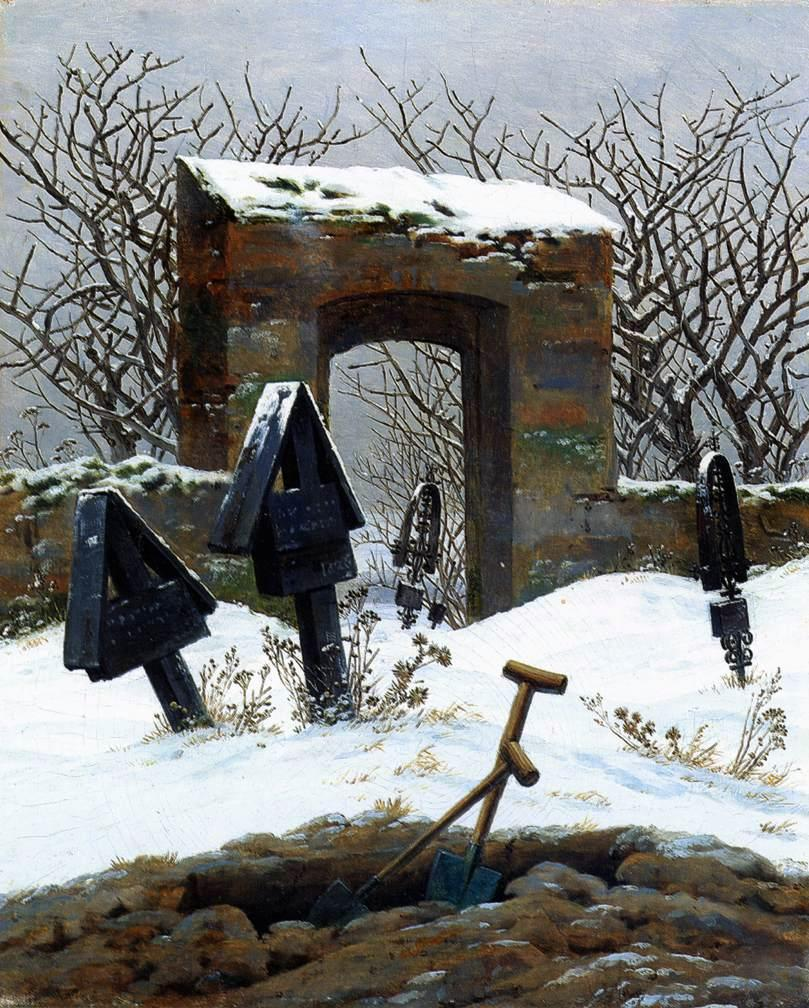
Cemitério na Neve (1826) de Caspar David Friedrich, com uma sepultura aberta como uma expressão do desejo de morte.

Todessehnsucht que pode ser definido como "desejo de morte" possui diferentes causas, como a insatisfação com a situação pessoal ou política atual no mundo como tal (Weltschmerz) ou o anseio por um ente querido. Algumas pessoas que não vêem sentido na sua existência (crise de identidade), anseiam pela morte e a consideram como salvação. Na observação da psicologia profunda, o desejo de morte também é atribuído ao estado edênico, o tempo representado no útero, onde a união e segurança prevaleciam.
Este desejo humano senciente religioso para a morte está ligado ao desejo de estar com Deus ou no Paraíso ou um retorno à união original de uma preexistência terrena antes do autodesenvolvimento (ver Misticismo e Cristianismo místico). Não há eufemismo no desejo de morte.

### Artes e Literatura
O poema de Hartmann von Aue, Der Arme Heinrich, mostra na personagem feminina principal, um anseio de vida após a morte, pois ela irá aceitar de bom grado o seu sacrifício de morrer. Nos dramas de William Shakespeare a morte desempenha um papel crucial, como em Romeu e Julieta ou Hamlet. Os monólogos mais importantes de Hamlet ("Oh, se esta carne sólida, sólida demais, pudesse derreter, evaporar e voltar à terra" e "Ser ou não ser, eis a questão"), lidam intensamente com o tema.
Na arte e da poesia do Barroco, o desejo de morte tinha uma posição importante. Isto é revelado sobre as artes visuais e, especialmente em obras de poesia religiosa, a transitoriedade de enfatizar o mundo terreno e trazer o sincero desejo de estar com Deus e da salvação expressa. Paul Gerhardt, Andreas Gryphius e Johann Franck são representantes importantes deste tema.
Um desejo de morte que leva ao suicídio está no romance de Johann Wolfgang von Goethe, Os Sofrimentos do Jovem Werther e também descrito em outros trabalhos.
No Romantismo o tema é central novamente. Em Hymnen an die Nacht ou Geistlichen Liedern, Novalis (1772-1801), expõe como tema o desejo cristão de salvação com os ideais filosóficos e religiosos do início do Romantismo. Joseph von Eichendorff (1788-1857) conecta o desejo de morte também para as esperanças de redenção, enquanto Nikolaus Lenau (1802-1850), em seus poemas e seu poema épico Faust mostra o aspecto de escapismo temático. O desejo de morte e o cansaço do mundo se manifestam nos poemas de Wilhelm Müller (1794-1827), particularmente no seu poema Winterreise.
No Romantismo inglês há um desejo de morte, entre outros temas, no poema de Lord Byron, Manfred (1817). Também os artistas românticos têm processado o tema, como Caspar David Friedrich com suas representações de túmulos e cemitérios. O desejo de morte resulta, no caso de alguns românticos, o suicídio por exemplo, como Caroline de Günderrode (1780-1806) e Friedrich Theodor Fröhlich (1803-1836), ou a uma visão glorificada da morte como a do falecido jovem Novalis, ou a de Sophie von Kühn (1782-1797), que é diferente do desejo de morrer.